# دانيال بون
دانيال بون (بالإنجليزية: Daniel Boone) (2 نوفمبر 1734 [22 أكتوبر بالتاريخ القديم] - 26 سبتمبر 1820) هو رائد ومستكشف ورجل غابة أمريكي، وجعلته مغامراته على الحدود من أوائل الأبطال الشعبيين في تراث الولايات المتحدة. اشتهر بون بعملية استكشاف واستيطان منطقة كنتاكي الحالية، التي كانت وقتها جزءا من ولاية فرجينيا ولكن تفصلها الجبال على الجانب الآخر من المستوطنات الرئيسة. وفي شبابه، استكمل بون دخله في المزرعة عن طريق الصيد ونصب الفخاخ، وبيع جلود الحيوانات في سوق الفراء، وعرف من هذه المهنة أسهل الطرق في المنطقة. واجه بون المقاومة من قبائل الهنود الأميركيين، مثل شاوني في عام 1775، إلا أنه شق طريقه عبر البرية من خلال ثغرة كمبرلاند في جبال الأبالاش من كارولينا الشمالية وتينيسي إلى كنتاكي. وأسس هناك قرية بونزبورو، إحدى أوائل المستوطنات الأمريكية غرب جبال الأبلاش. وبحلول نهاية القرن الثامن عشر، هاجر أكثر من مائتي ألف أمريكي إلى كنتاكي وفيرجينيا باتباع الطريق الذي سار عليه بون.
وكان بون ضابطا في الميليشيات خلال الحرب الثورية (1775-83)، والتي شهدت فيها منطقة كنتاكي قتالا بين المستوطنين الأمريكيين والهنود بمساعدة البريطانيين. تم القبض على بون من قبل محاربي الشاوني في 1778. ثم هرب ونبه أهل بونزبورو أن الشاوني كانوا يخططون للهجوم. تمكن الأمريكيون من صد محاربي الشاوني في حصار بونزبورو رغم من أن الشاوني كانوا يفوقونهم عددا. انتخب بون لثلاث فترات في الجمعية العامة لولاية فرجينيا خلال الحرب الثورية، وحارب في معركة بلو ليكس في عام 1782. وانتصر الشاوني في هذه المعركة على الأمريكيين، وكانت إحدى المعارك الأخيرة ضمن الحرب الثورية، وذلك بعد انتهاء القتال الرئيسي في أكتوبر 1781.
بعد الحرب، عملت بون كماسح أراضي وتاجر، ولكنه وقع في طائلة الديون بعد فشل عمليات مضاربات الأراضي في كنتاكي. أصيب بون بالإحباط بعد المشاكل القانونية التي تبعت مطالبته بالأرض، وهاجر إلى شرق ميزوري في عام 1799 حيث أمضى معظم العقدين الأخيرين من حياته.
لا يزال بون يعتبر شخصية بارزة في التاريخ الأمريكي. وكان يعتبر أسطورة في حياته، خاصة بعد أن نشر جون فيلسون مذكرات مغامراته في عام 1784، ما جعله مشهورا في جميع أنحاء أوروبا كنموذج لرجل الحدود الأمريكي. تم نشر طبعة أمريكية من المذكرات جعلته مشهورا في جميع أنحاء الولايات المتحدة. وقد أصبح بعد وفاته موضوعا للحكايات البطولية والشعبية والأعمال الأدبية. كانت مغامراته – الحقيقية منها والأسطورية – مؤثرة في خلق صورة البطل الغربي النموذجي في الفلكلور الأمريكي. كما يذكر أنه أحد أوائل أبطال الحدود في الثقافة الشعبية الأمريكية. وغالبا ما تطغى أسطورة دانيال بون الملحمية على تفاصيل حياته التاريخية.

## روابط خارجية
- دانيال بون على موقع الموسوعة البريطانية (الإنجليزية)
- دانيال بون على موقع إن إن دي بي (الإنجليزية)